# Mauritiusi fodi
A mauritiusi fodi vagy mauritiusi fodiszövő (Foudia rubra) a madarak (Aves) osztályának a verébalakúak (Passeriformes) rendjéhez, ezen belül a szövőmadárfélék (Ploceidae) családjához tartozó faj.

## Rendszerezése
A fajt Johann Friedrich Gmelin német természettudós írta le 1789-ben, az Emberiza nembe Emberiza rubra néven.

## Előfordulása
A faj Mauritius szigetének délnyugati részén és a szomszédos Île aux Aigrettes szigeten őshonos. Egyike a szigetország néhány még ma is élő endemikus madárfajának.
Természetes élőhelyei a szubtrópusi és trópusi síkvidéki esőerdők és cserjések, valamint ültetvények. Állandó, nem vonuló faj.

## Megjelenése
Testhossza 14 centiméter, testtömege 16-20 gramm. A nász időszakban a hímek feje, nyaka és melle élénk cinóbervörös színű. Hátuk sötétbarna, szárnyuk vöröses.
A tojók, a fiatal madarak és a nászidőszakon kívül a hímek tollazata is fakó barnás-homokszínű, nagyon hasonlítanak egy verébre. Ilyenkor elég nehéz megkülönböztetni őket  a szigetre betelepített madagaszkári vörös foditól. A fő elkülönítő bélyeg a sötétebb, kevésbé mintázott tollazat, a teltebb testalkat és a jelentősen rövidebb farok.
Mindkét ivar csőre rövid, kúpos, alkalmas magvak kicsippentésére és feltörésére.
|  |  |

## Életmódja
A közeli rokon vörös fodival ellentétben ez a faj egész évben - tehát a költési időszakon kívül is - monogám párokban él. A párok egy nagyjából egy hektáros területet foglalnak el maguknak és egész évben ott élnek. Tápláléka vadon élő fűfélék magvaiból és apróbb gyümölcsökből áll. A fiókanevelési időszakban viszonylag sok rovart is fog, hogy a fiókák nagy fehérjeigényét fedezni tudja.

## Szaporodása
Az ivarérettséget egyéves korban éri el. A költési időszak augusztus végétől április elejéig tart. 
A fészek fűből szőtt tojásdad alakú építmény, mely faágon lóg. A hím kezdi az építést és a tojóval együtt fejezi be. A fészekalj 2-4 halványkék tojásból áll. Ezeken a tojó 11-14 napig kotlik. A fiatal madarak 2 hét után repülnek ki. Táplálásukban mindkét szülő részt vesz.

## Természetvédelmi helyzete
Az elterjedési területe nagyon, egyedszáma 160-220 közötti, viszont stabil. A Természetvédelmi Világszövetség Vörös listáján veszélyeztetett fajként szerepel. A faj összállománya 1975 és 2001 között nagyjából a felére esett vissza. 1975-ben a költőpárok számát 246 és 260 közöttire becsülték. 2001-ben már csak 108 és 122 közöttire becsülték a párok számát. Az állomány csökkenés fő okai az erdőirtás, a szigeten meghonosított emlősök (macskák, patkányok és jávai makákók) általi vadászat és a betelepített madagaszkári vörös fodival való táplálék és fészkelőhely konkurencia.
A faj megmentésére indított programnak köszönhetően 1993-ra sikerült az állománycsökkenést előbb mérsékelni, majd megállítani. A programban részt vesz a mauritiusi Mauritius Wildlife Foundation és a National Parks and Conservation Service, valamint a jersey-i székhelyű Gerald Durrell Endemic Wildlife Sanctuary is. E szervek összefogásának köszönhetően 2005-ben 42 fiatal madarat engedtek szabadon a fősziget melletti, ragadozómentes Île aux Aigrettes szigeten. 2006-ban a szigeten már 42 fiatal fodi tudott eredményesen felnövekedni. Mára ezen kis populáció egyedszáma elérte a 135 egyedet.

## Fordítás
- Ez a szócikk részben vagy egészben  a   Mauritiusweber című német Wikipédia-szócikk ezen változatának fordításán alapul.  Az eredeti cikk szerkesztőit annak laptörténete sorolja fel. Ez a jelzés csupán a megfogalmazás eredetét és a szerzői jogokat jelzi, nem szolgál a cikkben szereplő információk forrásmegjelöléseként.